# Aix-Marseille Université
Aix-Marseille Université, česky Univerzita Aix-Marseille, je francouzská veřejná výzkumná univerzita. Založena byla roku 2012 sloučením Provencálské univerzity (Université de Provence Aix-Marseille I), Středomořské univerzity (Université de la Méditerranée, Aix-Marseille II) a Univerzity Paula Cézanna (Université Paul Cézanne Aix-Marseille III). Jako rok svého založení nicméně někdy uvádí 1409, kdy byla založena první univerzita v Provence. Sloučením tří univerzit v roce 2012 vznikla největší francouzská univerzita i největší univerzita v celém frankofonním světě, na níž obvykle studuje okolo 80 000 studentů. 
Zachovává si ale i vysokou prestiž, v roce 2021 se v Šanghajském žebříčku propracoval na 101.-150. místo celosvětově, tedy na pozici páté nejkvalitnější univerzity ve Francii. V roce 2023 ji stejný žebříček zařadil na 51.-75. místo celosvětově v matematice.
Škola disponuje dvěma velkými kampusy, jeden je Aix-en-Provence, druhý v Marseille. Stejně tak sídlo má univerzita v obou těchto městech, za hlavní je považováno to v Marseille. K absolventům školy (či jejích předchůdců) patří například polský filozof Józef Maria Hoene-Wroński, matematik André Weil, filozof Maurice Blondel nebo básník Yves Bonnefoy. Ke známým vyučujícím patřil nositel Nobelovy ceny za fyziku Sheldon Lee Glashow.